# Prosopogryllacris sechellensis
Prosopogryllacris sechellensis är en insektsart som först beskrevs av Bolívar, I. 1895.  Prosopogryllacris sechellensis ingår i släktet Prosopogryllacris och familjen Gryllacrididae. IUCN kategoriserar arten globalt som livskraftig.

## Underarter
Arten delas in i följande underarter:
- P. s. silhouettensis
- P. s. sechellensis
- P. s. fuliginata